# Oecetis litua
Oecetis litua là một loài Trichoptera trong họ Leptoceridae. Chúng phân bố ở miền Australasia.